# Hiereoblatta
Hiereoblatta es un género de insectos blatodeos (cucarachas) de la familia Blaberidae, subfamilia Blaberinae. Contiene una sola especie, Hiereoblatta cassidea. 

## Distribución geográfica
Se pueden encontrar en Brasil.

## Sinónimos
- Blatta cassidea Eschscholtz, 1822.
- Monastria semialata Saussure, 1864.